# Chikugo (provincie)
Chikugo (筑後国, Chikugo no kuni) is een voormalige provincie van Japan, gelegen in het zuiden van de huidige prefectuur Fukuoka. Chikugo lag naast de provincies Hizen, Chikuzen, Bungo en Higo.

Kaart met de voormalige Japanse provincies (1868) met Chikugo in het rood

De oude hoofdstad van de provincie lag nabij de huidige stad Kurume. In de Edoperiode was de provincie verdeeld in twee gebieden: De Tachibana clan bezat het zuidelijke gebied, te Yanagawa, en de Arima clan bezat het noordelijke gebied te Kurume.
Aki · Awa (Kanto) · Awa (Shikoku) · Awaji · Bingo · Bitchu · Bizen · Bungo · Buzen · Chikugo · Chikuzen · Chishima · Dewa · Echigo · Echizen · Etchu · Fusa · Harima · Hi · Hida · Hidaka · Higo · Hitachi · Hizen · Hoki · Hyuga · Iburi · Iga · Iki · Inaba · Ise · Ishikari · Iwaki (718) · Iwaki (1868) · Iwami · Iwase · Iwashiro · Iyo · Izu · Izumi · Izumo · Kaga · Kai · Kawachi · Kazusa · Keno · Kibi · Kii · Kitami · Koshi · Kozuke · Kushiro · Mikawa · Mimasaka · Mino · Musashi · Mutsu · Nagato · Nemuro · Noto · Oki · Omi · Oshima · Osumi · Owari · Rikuchu · Rikuzen · Riukiu · Sado · Sagami · Sanuki · Satsuma · Settsu · Shima · Shimōsa · Shimotsuke · Shinano · Shiribeshi · Suo · Suruga · Suwa · Tajima · Tamba · Tane · Tango · Teshio · Tokachi · Tosa · Totomi · Toyo · Tsukushi · Tsushima · Ugo · Uzen · Wakasa · Yamashiro · Yamato · Yoshino